# Bartolomé de las Casas

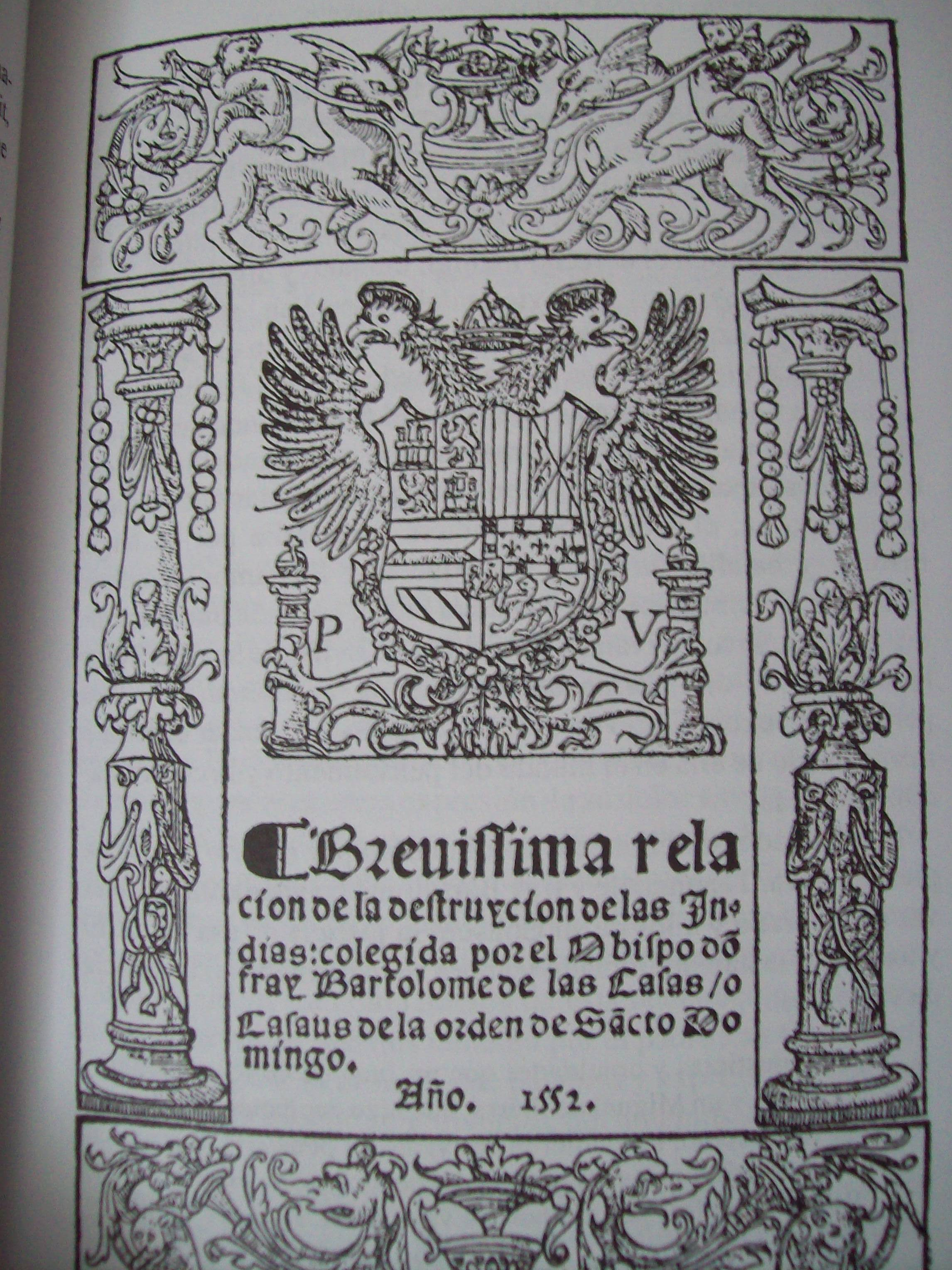
Titelpagina van Brevísima relación de la destrucción de las Indias, 1552.

Titelpagina van zijn boek Regionum indicarum per Hispanos olim devastatarum accuratissima descriptio, latere uitgave Heidelberg 1664, met illustraties van Joos van Winghe.

Bartolomé de las Casas (Sevilla, 24 augustus 1484 – Madrid, 17 juli 1566) was een Spaans priester van de orde der dominicanen, de eerste die werd uitgezonden naar de Nieuwe Wereld en de eerste bisschop van Chiapas. In tegenstelling tot veel van zijn collega's en tijdgenoten nam hij het op voor de inheemse bewoners van het pas door Christoffel Columbus ontdekte land. Hij heeft ervoor gezorgd dat de indiaanse slavernij is gestopt, door keizer Karel V over te halen.
Las Casas bezocht de Nieuwe Wereld voor het eerst in 1502. In 1512 trok hij naar het pas veroverde Cuba, waar hij een haciënda en enige slaven verkreeg. Vergeleken met de meeste andere Spanjaarden behandelde hij zijn slaven goed. Twee jaar later gaf hij deze bezittingen op en begon zijn activiteiten ter verbetering van de positie van de indianen. In 1522 kreeg hij van keizer Karel V de toestemming een modelkolonie te stichten in Venezuela, een experiment dat na twee jaar mislukte, voornamelijk door het ingrijpen van slavenhandelaren. De las Casas' inspanningen leidden in 1542 tot de Nieuwe Wetten, waarbij indiaanse slavernij werd verboden en het de conquistadores werd verplicht rekening te houden met het welzijn van de indianen. In 1544 werd hij benoemd tot bisschop van Ciudad Real in Chiapas.
Zijn bekendste werk heet Brevísima relación de la destrucción de las Indias. Hij schreef dit werk in 1542 (gepubliceerd in 1552) als aanklacht tegen de mishandeling van de indianen. Hij bleef bij het standpunt of geloof dat de volken gekerstend moesten worden en wierp zich op tegen het afslachten en mishandelen van de aangetroffen 'ongelovigen'. Hij kreeg het onder meer voor elkaar dat, tijdens het beroemde Dispuut van Valladolid in 1550, de 'Indios Bravos' voortaan als 'mensen' werden erkend. Hij nam het hierbij op tegen Juan Ginés de Sepúlveda die betoogde dat indianen geen ziel hadden en daarom ook geen mensen konden zijn. Ditzelfde lukte hem echter niet voor de Afrikanen, waarna vervolgens de weg vrij was voor de slavenhandel. Toen Las Casas de gruwelijkheden onder ogen kwamen die samengingen met de invoer van slaven uit Afrika, keerde hij zich ook hiertegen.
In 1547 keerde hij definitief terug naar Spanje. Hij ging wonen in een dominicanerklooster in Madrid maar bleef zich inzetten voor de indianen. Las Casas heeft ook de samenvatting geschreven van het scheepsdagboek van Columbus. Dit dagboek is verloren gegaan en Las Casas' samenvatting is dus de meest primaire bron die er nog over is van de ontdekking van Amerika. Hij overleed in 1566.
Op 2 oktober 2002 werd zijn zaligverklaringsproces geopend door de Katholieke Kerk.
Hij wordt gevierd op 20 juli volgens de heiligenkalender van de Anglicaanse Kerk en op 17 juli volgens de Lutherse kalender.

## Receptie
Las Casas wordt gezien als een groot beschermer van de indianen en als een van de eerste voorvechters voor de mensenrechten. De Mexicaanse stad San Cristóbal de las Casas, het vroegere Ciudad Real, is naar hem vernoemd. Onder conservatieve Spaanse historici is hij echter minder populair en wordt hij wel gezien als de initiator van de zwarte legende. Men vergelijkt Bartolomé de las Casas weleens met de Nederlandse Multatuli. Opvallend aan zijn visie is dat hij vooral als kerkelijk jurist redeneerde, en niet zozeer vanuit het thomisme, of slechts ageerde vanuit verontwaardiging. Het middeleeuwse kerkelijke recht leverde hem argumenten voor zijn uiteindelijke positie.
In Spanje wordt Las Casas vooral in conservatieve kringen ook tegenwoordig nog altijd op uiterst kritische en argwanende wijze bekeken. Ramón Menéndez Pidal (1869-1968), de belangrijkste Spaanse historicus van de 20e eeuw, probeerde zelfs in 1963 nog in een omvangrijke studie aan te tonen dat Las Casas geestesziek moet zijn geweest. Voornamelijk tijdens de Franco-dictatuur waren er pogingen om Las Casas neer te zetten als een kwaadaardige jood die er alles aan gelegen was zijn katholieke vaderland in een kwaad daglicht te stellen, vanwege zijn vermeende haat jegens het katholieke geloof. 
Men zou Bartolomé de Las Casas kunnen beschouwen als een klokkenluider avant la lettre, wiens kritiek nog altijd niet ten volle onder ogen is gezien (laat staan geïntegreerd) en ook bijna 450 jaar na zijn dood nog steeds aan het slechte collectieve geweten van zijn vaderland knaagt.

## Ontdekking van Amerika voor de reizen van Columbus
Verschillende Europese kronieken uit de 15e en 16e eeuw vermelden nieuws over waarnemingen van Amerikaanse gebieden vóór 1492. De Spanjaard Bartolomé de las Casas verklaarde dat een schip van het Iberisch schiereiland, waarschijnlijk Portugees, op weg naar Vlaanderen of Engeland , door een storm was meegesleept naar de Antillen. Hij bevestigde het verhaal onder meer omdat de Indianen van Cuba beweerden dat blanke mannen met baarden Hispaniola een paar jaar vóór Columbus hadden bezocht. Bovendien verzamelde Las Casas nieuws van drie verschillende zeevaarders, een Portugees, een Andalusiër en een Galiciër, die land ten westen van Ierland hadden gezien vóór 1492.

## Publicaties
- Memorial de remedios para las indias (1518), ook verschenen als Los dieciséis remedios para la reformación de las Indias
- Historia de Indias (1517)
- Apologética historia sumaria (1536)
- De único vocationis modo, in het Spaans verschenen als Del único modo de atraer a todos los pueblos a la verdadera religión (1537)
- Memorial de los remedios (1542)
- Representación del Emperador Carlos V (1547)
- Treinta proposiciones muy jurídicas (c. 1548)
- Principia Quaedam (1552)
- Brevísima relación de la destrucción de las Indias (1552)
- Tratado sobre los indios que se han hecho esclavos (1552)
- Octavo remedio (1552)
- Avisos y reglas para confesores (1552)
- Aquí hay una disputa o controversia entre Fray Bartolomé de las Casas [...] y Doctor Ginés de Sepúlveda (1552)
- Tratado comprobatorio del imperio soberano y el principado universal (1553)
- Sobre el título del dominio del Rey de España sobre las personas y tierras de los indios (ca. 1554)
- Memorial-Sumario a Felipe II (1556)
- Tratado de las Doce Dudas (1564)
- Petición de Bartolomé de las Casas a su Santidad Pío V sobre los negocios de las indias (1566)
- De regia potestate
- De thesauris